# 钢管舞

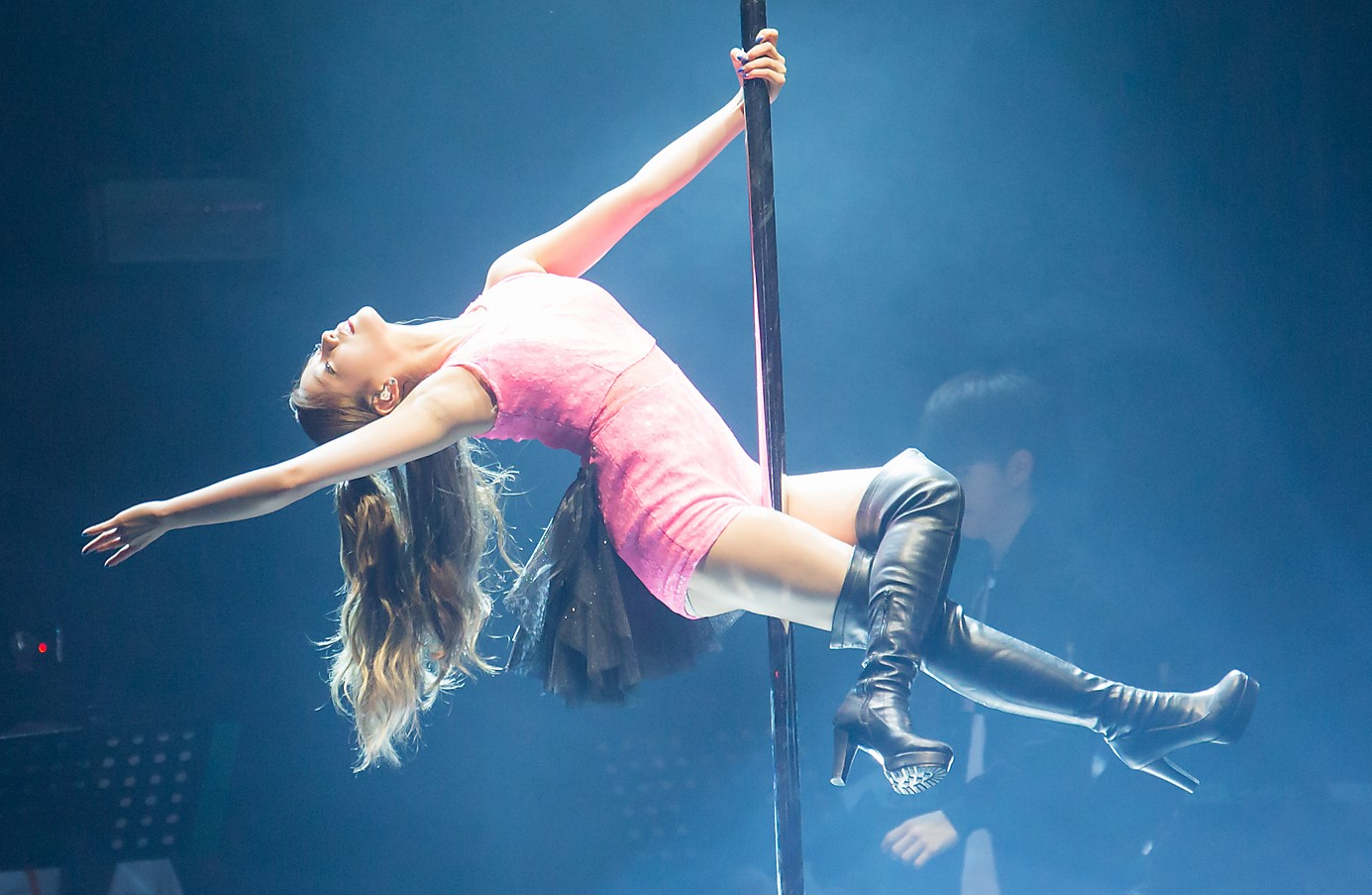
鋼管舞

钢管舞（英語：Pole dance）是一种将舞蹈和体操相结合的表演艺术。钢管舞有展示魅力的性感舞姿，主要是在一个垂直支柱进行舞蹈，以往钢管舞多见于脱衣舞俱乐部和男子俱乐部。类似的杂技艺术多出现在马戏團和舞台表演这类场合，与钢管舞的风格，动作都截然不同。
表演钢管舞需要舞者拥有足够的力量，敏捷和耐力。通常在脱衣舞俱乐部的表演安排中，钢管舞表演是将小部分的体操元素和脱衣舞、戈戈舞、膝上舞等舞蹈结合起来。舞者需利用垂直支柱来做出各种舞蹈动作，如攀爬，旋转，身体倒挂等。上半身和内在力量是很重要的，这需要时间来培养。
钢管舞现在是一个公认的运动形式，可作为有氧或无氧的运动项目。有资格认可的学校正让钢管舞流行，并淡化其色情元素。钢管舞在2009年的新加坡国庆庆典中出现过。
鋼管舞不但在世界各地的秀場、夜店、特種行業場所及正規比賽場合盛行外，臺灣坊間的廟會與電子花車上也經常見到鋼管舞者活躍，但臺灣坊間的鋼管舞以性感舞弄身軀為主（有時還會與舞者愛的抱抱等直接互動），與美式極限鋼管舞運動所強調技術不同，近幾年美式極限鋼管舞亦於臺灣電視節目及商業活動演出上也大量被運用。

## 起源
有說鋼管舞源自於俄羅斯，所謂俄羅斯鋼管舞的起源論述，現象是脫衣舞孃和監獄的性論述促成這種舞蹈表演。